# Подготовительное образование в Великобритании
Подготовительное (начальное) образование в Великобритании охватывает учеников, достигших обязательного школьного возраста (5 лет в Англии и Уэльсе, 4 года в Северной Ирландии) и пока им не исполнится 11 лет.

## Общие цели
Основной принцип, заложенный в школьном образовании в Англии, Уэльсе и Северной Ирландии, – должно быть предоставлено сбалансированное и разностороннее образование, отвечающее возрасту, способностям, возможностям и любым специальным образовательным нуждам детей. Статья 351 закона Об образовании 1996 г., статья 78 закона Об образовании 2002 г. и приказ Об образовательной реформе Северной Ирландии 1989 г. определяют сбалансированную и разностороннюю образовательную программу, которая:
- Способствует духовному, моральному, культурному, умственному и физическому развитию учеников в школе и в обществе;
- Готовит учеников к возможностям, обязанностям и жизненным реалиям в будущей жизни.

Национальная образовательная программа в Англии и Уэльсе стремится повысить образовательные стандарты для детей в возрасте от 5 до 16 лет.
Также ставятся цели для учеников начального образования в достижении стандартов в соответствии с их возрастом для Англии, Уэльса и Северной Ирландии). В дополнение школьные органы управления в отдельных школах Англии и Уэльса, а также советы школьных руководителей в Северной Ирландии сами ставят цели для успеваемости учеников.

## Финансовая поддержка семей учеников начальных школ
В содержащихся школах Англии и Уэльса и в школах Северной Ирландии, содержащихся на премиях, образование должно быть бесплатным. В Северной Ирландии может браться плата в добровольных классических средних школах в пределах 80 фунтов в год.
Согласно статье 450 закона Об образовании 1996 г., который работает в Англии и Уэльсе, образование, получаемое вне школы, являющееся частью программы или религиозным образованием, тоже бесплатно. Плата также не берется за приобретение учебников, материалов, инструментов и т. д., школы также могут не брать плату с отдельных детей или группы детей за игру на инструменте, если данное занятие предписано школьной программой и будет входить в тестирование. Тем не менее, школы могут брать дополнительную плату за мероприятия, которые не являются частью школьной программы. Согласно статье 457 закона МОВ школьные органы управления в содержащихся школах должны установить правила, когда они могут брать плату за любые школьные мероприятия. Похожие предписания существуют и в Северной Ирландии.
Школы могут просить родителей сделать добровольные пожертвования в школьный фонд, но они должны гарантировать всем родителям, что их ребенок не будет ущемлен в каких-либо школьных мероприятиях, если они не захотят или не смогут пожертвовать школе.
В дополнение семьи, имеющие детей младше 16 лет в полном по времени образовании (или в возрасте от 18 до 19 лет, участвующих в обучении, подготовке к работе) получают детские пособия. Данное пособие одинаково для всех семей независимо от доходов.
Родители, имеющие ребенка младше 16 лет, могут получать пособия от налогов и других источников, в зависимости от ситуации.

## Организация учебного года
В Англии и Уэльсе предписания Образования (школы и дальнейшее образование) 1981 г. обязали школы работать минимум 380 сессий, длиной полдня, каждый год. По закону учебный год начинается 1 сентября и заканчивается 30 июня. МОВ устанавливают периоды семестров для общественных школ, специальных школ, являющихся общественными, и добровольно регулируемых школ. Школьные органы управления устанавливают периоды семестров для добровольно содержащихся и основных школ. Учебный год разделен на три семестра: осенний, весенний и летний. Также есть каникулы: летние длиной 6 недель в июле и августе и более короткие длиной в 2 или 3 недели (Рождественские и Пасхальные). В некоторых школах учебный год начинается раньше 1 сентября.
Комиссия, основанная ассоциацией местного правительства (АМП), недавно рекомендовала провести реформу традиционного учебного года. Комиссия предлагает введение учебного года в 6 семестров. Семестры будут одинаковы по длине; до Рождества пройдет два семестра. Каникулы представляют собой: двухнедельный перерыв в Октябре, Рождественский перерыв не менее двух недель, двухнедельный перерыв в начале апреля (независимо от Пасхи), летний перерыв более 5 неделей и 5 «гибких» дней, которые могут использоваться как каникулы в соответствии с местными нуждами. Тем не менее, принятие этих предложений зависит от решений на местном уровне, так как правительство не предлагает других альтернатив для настоящих правил. В сентябре 2002 г. комиссия представила устойчивое руководство для 2004/05 учебного года. В результате некоторые МОВ согласились работать по этому плану в 2004/05 учебном году. Другие МОВ представят учебный год из 6 семестров в 2005/06 учебном году.
В Северной Ирландии школы должны быть открыты 190 дней в году. Периоды семестров и каникул определяют министерства образования и библиотек (министерства) для контролируемых школ. Для остальных — совет руководителей. Тем не менее, министерства организуют гармоничные даты каникул, когда они не будут предоставлять транспорт и школьные обеды, и рекомендуют всем школам также установить эти даты. В дополнение к этому времени школы также обладают 4, 6 закрытыми днями, которые они сами и распределяют. Учебный год начинается в начале сентября и заканчивается в июне с 8 неделями летнего перерыва и около 2 недель на Рождество и Пасху.

## Недельное и ежедневное расписание
В Англии и Уэльсе школьные органы управления определяют время, когда школа открывается и закрывается каждый день. Согласно закону Об образовании 1996 года, в некоторых школах руководители должны обсуждать и предлагать альтернативы продолжительности учебного дня директору, МОВ и родителям на ежегодном родительском собрании. В остальных школах органы управления могут, но не обязаны проделывать эти процедуры. Обычно школы открыты с 9 утра до 3:30/4:00 дня с перерывом на обед в 1 час. Перемена в 15 минут может разделять утреннюю и дневную сессию. 
Минимальное недельное урочное время (в том числе и для религиозных школ) предложено в издании ДОН 7/90 и 4390. Оно составляет 21 час для учеников от 5 до 7 лет и 23.5 часов для учеников от 8 до 11 лет. Это время не включает ежедневное служение, регистрацию и перерывы на обед и уборку. Многие школы предоставляют большее число часов для уроков, чем минимум.
В Северной Ирландии ученики младше 8 лет должны посещать школу минимум на 3 часа ежедневно. Дети старше 8 лет – 4,5 часа каждый день в две сессии, разделенные перерывом не менее 30 минут.
В Англии и Уэльсе и Северной Ирландии классы преподаются 5 дней в неделю: с понедельника по пятницу, но многие школы организуют спортивные мероприятии по субботам.

## Методы преподавания в начальных школах Великобритании
В Англии, Уэльсе и Северной Ирландии методы преподавания и материалы обычно составляет классный учитель, консультируясь с директором и другими учителями. В общем случае они не предписаны. Руководители предметов (координаторы предметов) – классные учителя, ответственные также и за определённые предметы. Они консультируют коллег в своей школе. Каждый учитель ответственен за планирование уроков и за гарантию того, что темы уроков включают предписанные законом условия. Учитель также несёт ответственность за гарантию того, что все предоставляемые возможности соответствуют способностям всех учеников.
Преподавание обыкновенно проходит в смешанных классах или группах, формируемых из детей одного возраста, если это возможно. Некоторые большие начальные школы объединяют учеников в классы, основываясь на их определённых возможностях. Такие классы формируются только для определенных предметов. Небольшие или сельские школы обычно имеют классы, состоящие из детей разных возрастов.
В классах со смешанными возможностями могут использоваться некоторые формирования по определенным направлениям. Например, многие учителя используют группирование по возможностям внутри классов, деля учеников на небольшие группы на часть учебного дня и занимаясь с каждой группой в отдельности.
Преподавание не должно быть организованным и преподносимым только в рамках предмета, но может и расширяться: предметы преподаются отдельно друг от друга. Тем не менее, учителя до сих пор организовывают области предметов неделимым путём, например, преподают несколько предметов в одно и то же время. Не существует предписанных учебников для учеников начальных школ.
Учителя могут использовать аудио- и видео-оборудование: видеозаписи, слайды, аудиозаписи и телевидение в процессе обучения. Большая часть телевизионных компаний распространяют программы для школ. ВКОП в Англии совместно с двумя независимыми телевизионными компаниями и комиссией независимого телевидения опубликовала руководство для учителей, использующих видео- и аудиоресурсы (ВКОП, 2000 г.).
Во всех школах ученики имеют доступ к компьютерам. Британское агентство образовательного общения и технологии (БАООТ) – центр по проверке использовании технологии в обучении. Он ответственен за национальную сеть обучения (НСО) и является национальным центром обучения в Интернете.
Хотя не существует предписаний по выбору методов преподавания, национальные рамки основали рекомендованные «часы правописания и вычисления» в Англии. Материалы для обучения предоставляются. Хотя эти рамки не являются установленными законом, большинство начальных школ Англии используют эти рекомендации.

## Сертификация
Ученики не получают сертификатов об окончании начального образования в Англии, Уэльсе или в Северной Ирландии.